# جيمي ماكلوسكي
جيمي ماكلوسكي (بالإنجليزية: Jamie McCluskey)‏ هو لاعب كرة قدم بريطاني في مركز نصف الجناح، ولد في 6 نوفمبر 1987 في بلزهيل ‏ في المملكة المتحدة. لعب مع سانت جونستون ونادي دندي ونادي ريكسهام ونادي سانت ميرين ونادي غرينوك مورتون ونادي كلايد ونادي هيبرنيان.

## وصلات خارجية
- جيمي ماكلوسكي على موقع قاعدة بيانات كرة القدم.إي يو (الإنجليزية)
- جيمي ماكلوسكي على موقع Soccerbase.com (لاعب) (الإنجليزية)